# Arctosa
Arctosa este un gen de păianjeni din familia Lycosidae, subordinul Araneomorphae. Majoritatea speciilor pot fi întâlnite doar în Lumea veche, în special în Asia și Africa.

## Specii
Conform Catalogue of Life genul cuprinde următoarele specii:
- Arctosa albida
- Arctosa albopellita
- Arctosa algerina
- Arctosa aliusmodi
- Arctosa alluaudi
- Arctosa alpigena
- Arctosa amylaceoides
- Arctosa andina
- Arctosa astuta
- Arctosa atriannulipes
- Arctosa atroventrosa
- Arctosa aussereri
- Arctosa bacchabunda
- Arctosa bakva
- Arctosa berlandi
- Arctosa binalis
- Arctosa biseriata
- Arctosa bogotensis
- Arctosa brauni
- Arctosa brevialva
- Arctosa brevispina
- Arctosa camerunensis
- Arctosa capensis
- Arctosa chungjooensis
- Arctosa cinerea
- Arctosa coreana
- Arctosa daisetsuzana
- Arctosa darountaha
- Arctosa denticulata
- Arctosa depectinata
- Arctosa depuncta
- Arctosa deserta
- Arctosa dissonans
- Arctosa ebicha
- Arctosa edeana
- Arctosa emertoni
- Arctosa ephippiata
- Arctosa epiana
- Arctosa erythraeana
- Arctosa excellens
- Arctosa fessana
- Arctosa figurata
- Arctosa frequentissima
- Arctosa fujiii
- Arctosa fulvolineata
- Arctosa fusca
- Arctosa gougu
- Arctosa hallasanensis
- Arctosa harraria
- Arctosa hikosanensis
- Arctosa himalayensis
- Arctosa hottentotta
- Arctosa humicola
- Arctosa hunanensis
- Arctosa inconspicua
- Arctosa indica
- Arctosa insignita
- Arctosa intricaria
- Arctosa ipsa
- Arctosa janetscheki
- Arctosa kadjahkaia
- Arctosa kansuensis
- Arctosa kassenjea
- Arctosa kawabe
- Arctosa kazibana
- Arctosa keniana
- Arctosa keumjeungsana
- Arctosa khudiensis
- Arctosa kiangsiensis
- Arctosa kirkiana
- Arctosa kiwuana
- Arctosa kolosvaryi
- Arctosa kwangreungensis
- Arctosa labiata
- Arctosa laccophila
- Arctosa lacupemba
- Arctosa lacustris
- Arctosa lagodechiensis
- Arctosa lama
- Arctosa laminata
- Arctosa leaeniformis
- Arctosa leopardus
- Arctosa lesserti
- Arctosa letourneuxi
- Arctosa lightfooti
- Arctosa litigiosa
- Arctosa littoralis
- Arctosa liujiapingensis
- Arctosa lutetiana
- Arctosa maculata
- Arctosa maderana
- Arctosa marfieldi
- Arctosa marocensis
- Arctosa meinerti
- Arctosa meitanensis
- Arctosa minuta
- Arctosa misella
- Arctosa mittensa
- Arctosa mossambica
- Arctosa mulani
- Arctosa nava
- Arctosa niccensis
- Arctosa ningboensis
- Arctosa nivosa
- Arctosa nonsignata
- Arctosa nyembeensis
- Arctosa obscura
- Arctosa oneili
- Arctosa otaviensis
- Arctosa pardosina
- Arctosa pargongensis
- Arctosa pelengea
- Arctosa perita
- Arctosa personata
- Arctosa pichoni
- Arctosa picturella
- Arctosa poecila
- Arctosa politana
- Arctosa promontorii
- Arctosa pugil
- Arctosa pungcheunensis
- Arctosa quadripunctata
- Arctosa raptor
- Arctosa recurva
- Arctosa renidescens
- Arctosa ripaecola
- Arctosa rubicunda
- Arctosa rufescens
- Arctosa sanctaerosae
- Arctosa sandeshkhaliensis
- Arctosa schensiensis
- Arctosa schweinfurthi
- Arctosa scopulitibiis
- Arctosa serii
- Arctosa serrulata
- Arctosa similis
- Arctosa simoni
- Arctosa sjostedti
- Arctosa sordulenta
- Arctosa springiosa
- Arctosa stigmosa
- Arctosa subamylacea
- Arctosa swatowensis
- Arctosa tanakai
- Arctosa tappaensis
- Arctosa tbilisiensis
- Arctosa tenuissima
- Arctosa testacea
- Arctosa togona
- Arctosa transvaalana
- Arctosa tridens
- Arctosa tridentata
- Arctosa truncata
- Arctosa upembana
- Arctosa vaginalis
- Arctosa variana
- Arctosa villica
- Arctosa virgo
- Arctosa wittei
- Arctosa workmani
- Arctosa xunyangensis
- Arctosa yasudai
- Arctosa ziyunensis